# Byte Information Exchange
Il BYTE Information eXchange (BIX) è stato un servizio telematico ideato dalla rivista statunitense di informatica Byte ed operativo dal 1985 al 2001.

## Storia
Nel numero di ottobre del 1984 Byte annunciò la nascita di BYTEnet, un progetto di conferenza informatica che coinvolse 200 beta tester (di cui una metà era composta da 100 abbonati a Byte estratti a sorte e l'altra metà da alcuni autori della rivista e da generici appassionati di informatica), i quali furono dotati di una connessione gratuita durante la fase sperimentale. Fu però nel numero di giugno del 1985 che Byte lanciò ufficialmente BIX, offrendo inizialmente una quota di abbonamento di 25 dollari, una tariffa di connessione nelle ore serali e nei fine settimana di 6 dollari all'ora e collegamenti tramite numeri diretti nelle città di San Francisco, Los Angeles, Chicago e Boston. BIX era composto da pagine unicamente in formato testuale (simili a quelle di un BBS), sulle quali veniva eseguito il software per conferenze CoSy (acronimo di "Conferencing System"). In origine BIX funzionava su un sistema multiprocessore Areté basato prima sul Motorola 68000 e in seguito sul Motorola 68020. Nel giugno 1986 BIX contava più di 6000 abbonati e su Byte vennero pubblicati alcuni estratti delle discussioni che si tenevano sulle pagine del servizio telematico. Nel 1987, poiché si annoveravano più di 17.000 utenti iscritti, BIX venne migrato su un computer Pyramid 9820 con sistema operativo DC/OSx basato su Unix. Successivamente, quando il Pyramid 9820 divenne troppo costoso da gestire, BIX venne trasferito su un server DEC Alpha. Anche McGraw-Hill utilizzava internamente lo stesso software.
Lo staff di Byte e gli scrittori come Jerry Pournelle erano attivi all'interno di BIX; gli inviti ad aprire ulteriori discussioni venivano proposti tramite numerosi articoli pubblicati sulla rivista stessa. L'accesso avveniva tramite linea telefonica locale oppure a pagamento tramite la rete Tymnet X.25. Inizialmente le tariffe mensili per l'accesso tramite X.25 erano di 13 dollari al mese per l'account e di 1 dollaro all'ora per la connessione. A differenza di CompuServe, l'accesso a velocità più elevate non era soggetto a sovrapprezzo. Successivamente, i gateway consentirono la comunicazione via e-mail all'esterno del sistema. Nel 1992 BIX venne acquisita dal servizio online Delphi.
A metà degli anni Novanta Internet divenne più diffuso ed accessibile al grande pubblico e servizi come Usenet, le mailing list, CompuServe e America Online furono in grado di offrire a tariffa fissa le stesse funzionalità di BIX, il che influì negativamente sul suo sistema di abbonamenti. A causa di ciò, verso la fine degli anni Novanta gli iscritti e le attività di BIX crollarono, costringendo a ridurre i prezzi a 40 dollari all'anno e senza costi di connessione oraria se si utilizzava Internet per l'accesso al servizio.
L'abbassamento dei prezzi e le pubblicità a pagina intera su Byte non riuscirono comunque a risollevare le sorti di BIX, che venne dismesso definitivamente nel giugno del 2001. Subito dopo la chiusura di BIX, alcuni ex membri della community crearono un nuovo servizio, basato su una versione open source di CoSy, denominato Noise Level Zero (NZL), dove proseguirono ciò che rimaneva delle discussioni e delle attività di BIX.